# Metical
O metical (ISO 4217: MZN, abreviado como MT), é a unidade monetária oficial da República de Moçambique. Foi instituído no país em 16 de junho de 1980 e substituiu a então moeda colonial, o escudo português em versão moçambicana.

## História

### Primeiro metical (MZM)
O primeiro metical foi instituído no país em 16 de junho de 1980 e utilizado até 2006. Em poucos anos de uso, o primeiro metical já havia sido afectado pela hiperinflação e foi considerado a moeda mais desvalorizada do mundo até agosto de 2005.

### Segundo metical (MZN)
Em 1 de julho de 2006, o governo de Moçambique redenominou o metical, sendo necessário dividir o valor expresso do antigo metical por 1.000 para calcular o novo metical. Novas moedas e notas foram introduzidas e o ISO 4217 foi alterado de MZM para MZN. O símbolo oficial também foi substituído de MT para MTn. O antigo metical pôde ser trocado pelo novo até 31 de dezembro de 2012.

### Série 2024
Moçambique introduziu uma nova série de notas e moedas de metical em 16 de junho de 2024, que substituirão progressivamente as que estão em circulação desde 2006. A data coincidiu com o Dia do Metical, que comemora a criação da moeda em 1980. As novas notas e moedas incorporam elementos de segurança modernos e que melhoram a identificação das várias denominações por pessoas com deficiência visual. A nova série mantém as denominações das notas mas reduz as moedas de nove para sete.